# Capoeira

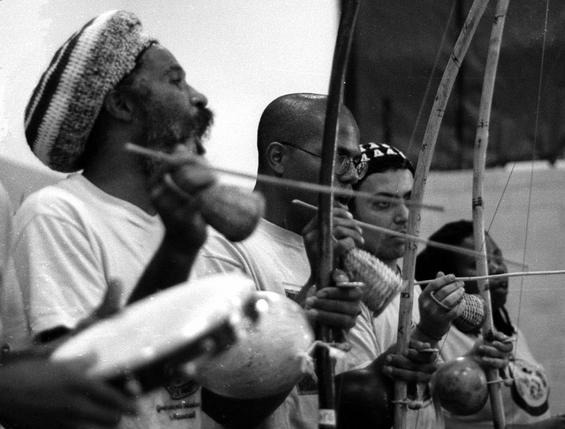
Musiker spelar till capoeira angola. Instrumenten är tre berimbau, en pandeiro, en agogo, en atabaque och en recoreco.

Capoeira är en afrobrasiliansk kulturtradition och kampkonst, med inslag av musik, sång, dans och filosofi. Den utvecklades av afrikanska slavar i Brasilien. Dess centrum är beläget i Salvador de Bahia, som en gång var Brasiliens huvudstad. Enligt sägnen utvecklades capoeira ur traditionella afrikanska kampkonster som slavarna maskerade i form av dans, då de var förbjudna att utöva och träna dem.
Själva kampdansen karaktäriseras av konstant rörelse, svepande och cirklande slag och sparkar, med mycket handstående, volter och hjulningar. Den dansas till musik av ett bateria, en liten "slagverksorkester" där enkla instrument används. Instrumentens antal kan variera beroende på tillfälle och vilken stil som spelas. Det viktigaste instrumentet, som alltid ingår, är berimbau – ett enkelt ensträngat instrument som kan liknas vid en pilbåge. Oftast finns även atabaque (trumma) och pandeiro (tamburin) med. Instrumenten ackompanjeras av sång och i vissa fall handklappningar.

## Capoeirans historia

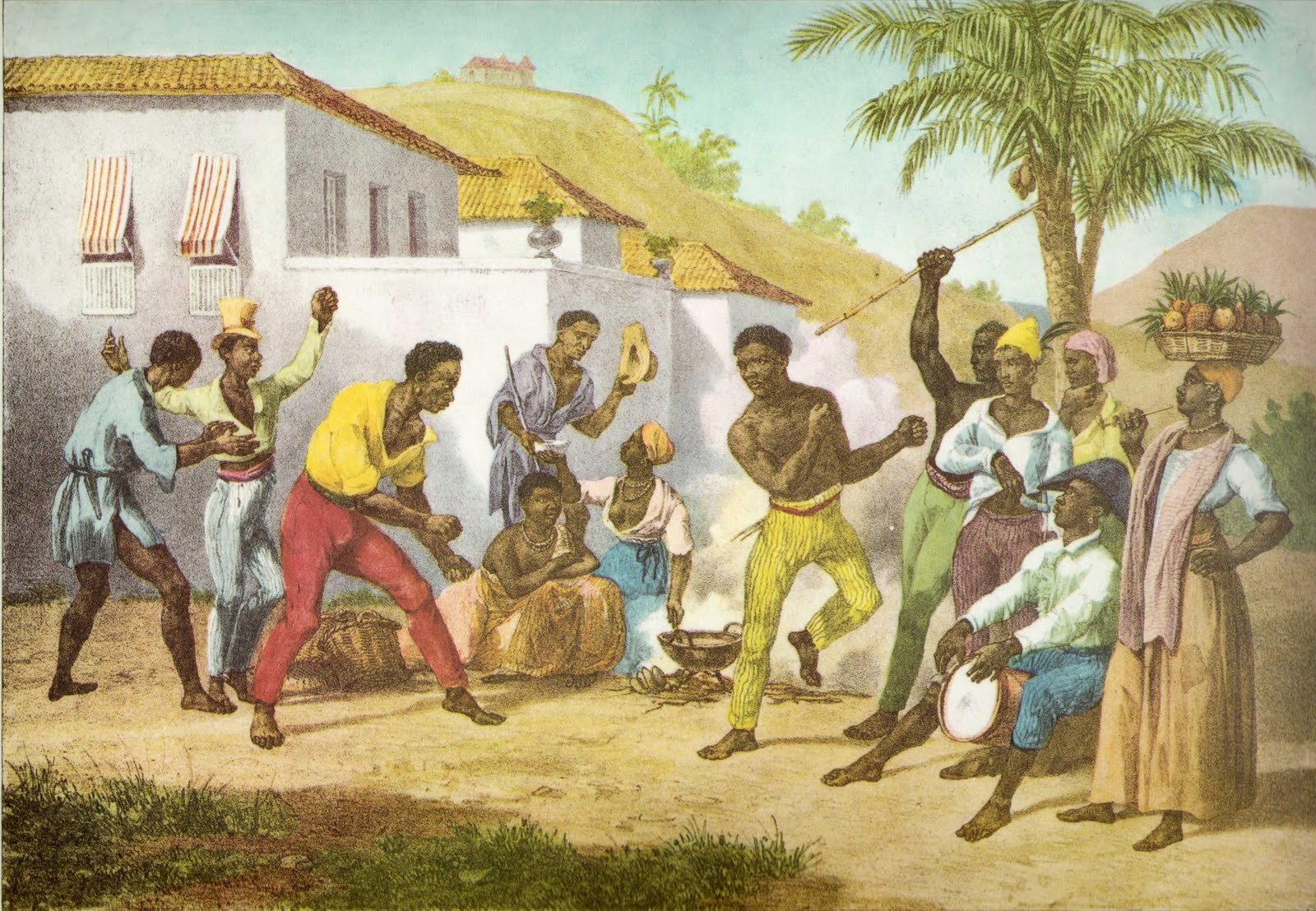
Johann Moritz Rugendas Capoeira, eller Krigets Dans 1825

Eftersom capoeira utvecklades bland de absolut lägsta i samhället finns få bevarade historiska källor om dess uppkomst och tidiga historia. Till och med ordets etymologi är omstridd. Det skulle kunna härledas från det portugisiska ordet capão som betyder "capon", eller kastrerad tupp, och kunde innebära att stilen liknar en tuppfäktning. Enligt K. Kia Bunseki Fu-Kiau, professor i kongolesiska språk kan "capoeira" även härledas från kipura som beskriver en tupps rörelser i strid. Carlos Eugenio, professor i Afro-Brasiliansk kultur hävdar att namnet kommer från en stor rund korg, capa som vanligtvis bärs på huvudet av slavar. Andra föreslår att termen kommer från Tupí-guaraní-orden kaá (blad, växt) och puéra (markör för perfekt), och skulle då betyda "tidigare en skog". Detta kan finna stöd i att skogsområden med djup djungelvegetation där slavarna brukade gömma efter att de slagit sig fria från sina herrar sig ska ha kallats för "capoeiras".
Bland andra Grupo Capoeira Angola Pelourinho tror att capoeira är en utveckling av den afrikanska ritualen N'golo, zebrornas dans.
Vad man vet är dock att när portugiserna började kolonisera Brasilien under 1500-talet skeppade de slavar från Afrika för att använda som arbetskraft i det nya landet, eftersom ursprungsbefolkningen snabbt dukade under av olika epidemier som européerna bar med sig. Slavarna som skeppades i den portugisiska traden kom främst från tre afrikanska stammar: Yoruba och Dahomenska från Sudan och Bantu-stammarna från dagens Angola, Kongo och Moçambique.
En av de första nedtecknade beskrivningarna av capoeira härstammar från 1800-talet då en läkare och historiker vid namn Melo de Morais Filho som dokumenterade Brasiliens folkliga traditioner beskrev något som liknar capoeira.
1825 avbildade den tyske målaren Johann Moritz Rugendas capoeira i sitt verk Voyage Pittoresque dans le Brésil - "En pittoresk resa i Brasilien" en bild med namnet "Capoeira, eller Krigets Dans" vilket kan ge stöd åt tolkningar som menar att capoeiran i första hand utvecklades som en dans och inte som krigsform.
Andra teorier gör gällande att capoeiran var slavarnas sätt att förbereda sig för uppror mot sina herrar, som till exempel detta citat av Augusto Ferreira:
"Capoeira föddes ur ett brinnande begär för frihet. Enbart genom dessa mäns ansträngningar kunde slavarna fria sig själva, och återvända till den frihet som de hade berövats i sitt eget land"
Under århundradena lyckades i alla fall många slavar fly om det nu var med eller utan capoeirans hjälp, och de slog sig samman i s.k. Quilombos, fria samhällen som låg svårtillgängligt i djungeln, där capoeiran fortsatte att praktiseras och utvecklas.
Men när slaveriet avskaffades 1888 föll många slavar ner i fattigdom och utanförskap. Många före detta slavar flyttade in till städerna, där capoeiran, flyttad från sitt kulturella sammanhang degenererade till blodiga gäng- och gatustrider. De som tidigare med hjälp av capoeiran kämpat för frihet, tog nu till den för att överleva för dagen. Capoeira blev förknippat med kriminalitet och gatuslagsmål och förbjöds. Även andra kulturformer med rötter i Afrika förbjöds trots att slaveriet avskaffats. Det var till och med förbjudet att känna till capoeirans existens, men trots detta fortsatte capoeira att utövas i hemlighet av ett fåtal mästare. För att skydda sig mot polisen använde sig capoeristerna av smeknamn, s.k. apelidos, en tradition som än i dag lever kvar i capoeiran.

## Två stilar utvecklas

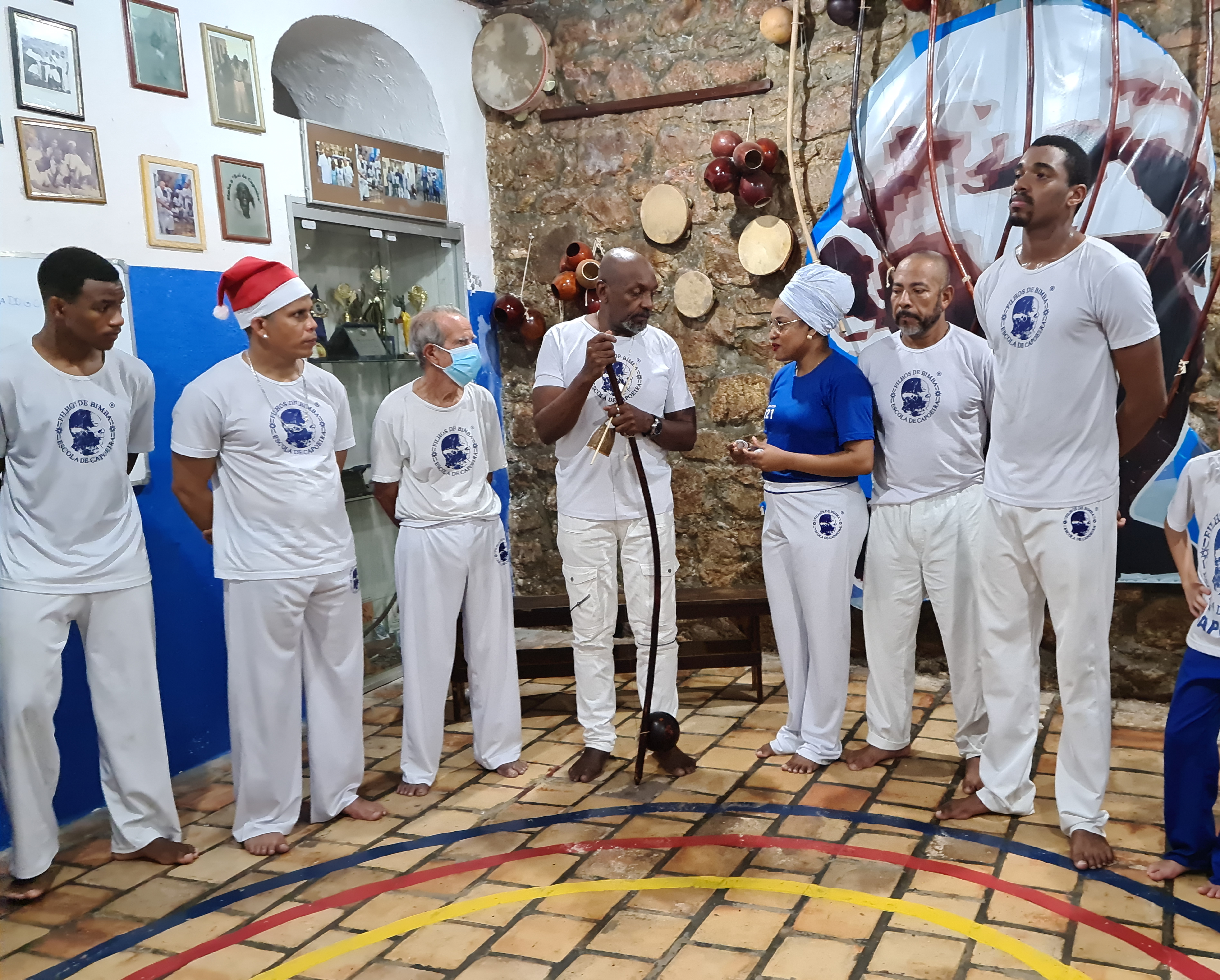
Mestre Bimba group, 2022

Även om capoeiran utövades i förtryck och marginalisering överlevde den och utvecklades, mycket tack vare Manoel dos Reis Machado mer känd som Mestre Bimba, som 1932 grundade sin första capoeiraakademi i Salvador de Bahia. Han fick elever även från övre samhällsklasser och detta blev capoeirans räddning. Efter att utländska diplomater sett och imponerats av en uppvisning av Mestre Bimba och hans elever beslöt Brasiliens dåvarande president Gértulio Vargas 1937 att förbudet mot capoeira skulle upphävas och att capoeiran skulle bevaras som kulturarv. Mestre Bimba utvecklade capoeiran i en ny riktning han kom att kalla Regional. Denna stil karakteriserades av mer struktur och sport än traditionell capoeira. Mestre Bimba införde graderingar i stil med japanska budokonster och vita träningskläder [källa behövs]. Han utvecklade även ett antal sekvenser av attack- och försvarstekniker han använde för att lära ut capoeira. Denna stil blev snabbare och mer atletisk än traditionell capoeira. Motionsaspekten betonades mer än de gamla sångerna och riterna. Samtidigt fanns det capoeristas som kände att capoeirans ursprung höll på att glömmas bort. Vincente Ferreira Pastinha, eller Mestre Pastinha grundade sin första akademi 1942 i Bahia och är i dag ansedd som den främste beskyddaren av den stil som numera kallas capoeira angola. Han betonade traditionen, de gamla sångerna och lekfullheten.

## Capoeiran idag

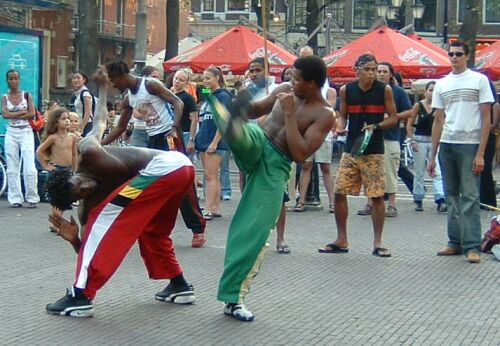
En roda mitt i Amsterdam.

I mitten på 1970-talet började utvandrade capoeiramästare lära ut sin konstform i USA. Capoerians stigmata att förknippas med de fattiga och utslagna började långsamt att brytas, och fler och fler upptäckte skönheten i capoeirans flödande rörelser. Capoeiran började spridas utanför Brasiliens gränser och antalet utövare växer ständigt. Mestre Dodd tog med sig capoeira till Sverige och har undervisat i Sverige sedan 1990-talet. Han har sin grupp (Capoeira Sem Fronteiras) i Göteborg och är ordförande för svenska Capoeiraförbundet. Det finns idag ett flertal internationella skolor - Abada, Volta ao Mundo och Capoeira Topaz för att nämna några - som bedriver undervisning i capoeira runt om i världen. Svenska Budo- och Kampsportsförbundet uppskattar att det finns cirka 2000 utövare i Sverige.
Även om capoeira angola och Capoeira Regional fortfarande är de två största stilarna, och de flesta skolor och Mestres säger sig vara efterföljare antingen till Bimba eller Pastinha och undervisa i deras anda har med tiden en tredje stil växt fram; Capoeira Contemporânea, även kallas capoeira angonal, som en blandning av de båda. Contemporânea lånar element från både Angola och Regional, men kan även använda tekniker från dans och akrobatik. Man kan då växla mellan att under ett träningspass spela både angola- och regionalspel i rodan. Denna syn, att det går att kombinera capoeira angola och capoeira regional till stilen angonal har ifrågasatts, främst av företrädare för capoeira angola som anser att antingen tränar man capoeira angola, eller så gör man regional. Mestre Moraes och mestre Joao grande har förklarat sig företräda detta synsätt.
Capoeira utövas i en roda (ring) där två capoeristas spelar mot varandra medan övriga deltagare sjunger och spelar instrument samt klappar i händerna i takt med musiken. I vissa grupper klappar åskådarna händer. I traditionell capoeira styrs rodan av den som spelar gunga, som är den berimbau som har störst kalebass. Den bestämmer vilken typ av spel som skall spelas och när de som spelar i rodan skall sluta och lämna plats åt nya spelare. Ibland förekommer det att deltagarna kan gå in i rodan och "köpa spelet", det vill säga avbryta spelet mellan de två tidigare deltagarna och antingen spela med en ny person, eller fortsätta spela med en av dem som var i rodan tidigare. Dansen är mycket fysiskt krävande, då man tillbringar en stor del av tiden stående på en eller två händer eller huvud och man är alltid konstant i rörelse.

## Capoeira i populärkultur
I filmen Only the strong från 1993 kommer en militär hem till USA från Brasilien och får i uppdrag att lära en stökig skolklass capoeira.
I tv-spelsserien Tekken är figurerna Christie Montiero och Eddy Gordo capoeiristas.
I tv-spelsserien Street Fighter III utövar karaktären Elena capoeria.
Ett avsnitt av TV-serien Rallarsving handlar om capoeira i Brasilien.
I filmen Bloodsport II: The next Kumite från 1996 utövar en av kämparna capoeira.
I spelet Overwatch är karaktären Lucio influerad av capoeira.